# Чирик-Рабат
Чири́к-Раба́т — древнее городище на территории Приаралья (современный Кармакшинский район Кызылординской области Казахстана).
Город был основан древними сако-массагетскими племенами примерно в XIV веке до н. э. Жители города владели гончарным, кузнечным, литейным искусством. В городе была своя библиотека. Чирик-Рабат был торговым центром на древнем Великом шёлковом пути.
Впоследствии, в период средневековья, город стал столицей Огузского государства. Город был покинут в XIV веке н. э. в связи с пересыханием протоков реки Сырдарьи — Жанадарья, Куандарья и Инкардарья. Городище Чирик-Рабат впервые было открыто и исследовано археологом С. П. Толстовым в 1946 году. По мнению профессора А. Айдосова знаменитый так называемый «Золотой человек» из Иссыкского кургана происходил из бывших жителей Чирик-Рабата, из присырдарьинских саков (дахов).
Вот как С. Толстов описывает древний город в своей книге «По следам Хорезмской экспедиции»: 

Развалины Чирик-Рабата — огромная крепость, восходящая к середине первого тысячелетия до новой эры, окруженная системой концентрических валов и рвов, внутри которой видна прямоугольная планировка более поздней античной крепости первых веков нашей эры.
Город располагался на 15-20-метровой возвышенности левого берега протока Сырдарьи — Жанадарьи. Самая древняя часть городища была окружена двумя рядами крепостных стен высотой 10-12 метров. Крепость считалась неприступной. Толщина стен достигала 5 метров, а перед стенами был огромный ров, который достигал 50 метров в ширину и 5 метров в глубину, который заполнялся водой из Жанадарьи. По сведениям исторических источников, древний город принадлежал самому могущественному племенному союзу саков — дахам.
С недавнего времени городище Чирик-Рабат входит в список памятников истории госпрограммы Казахстана «Культурное наследие», но до сих пор это только надежды на глубокие археологические исследования и открытие тайн древнейшего города.

## Иллюстрации

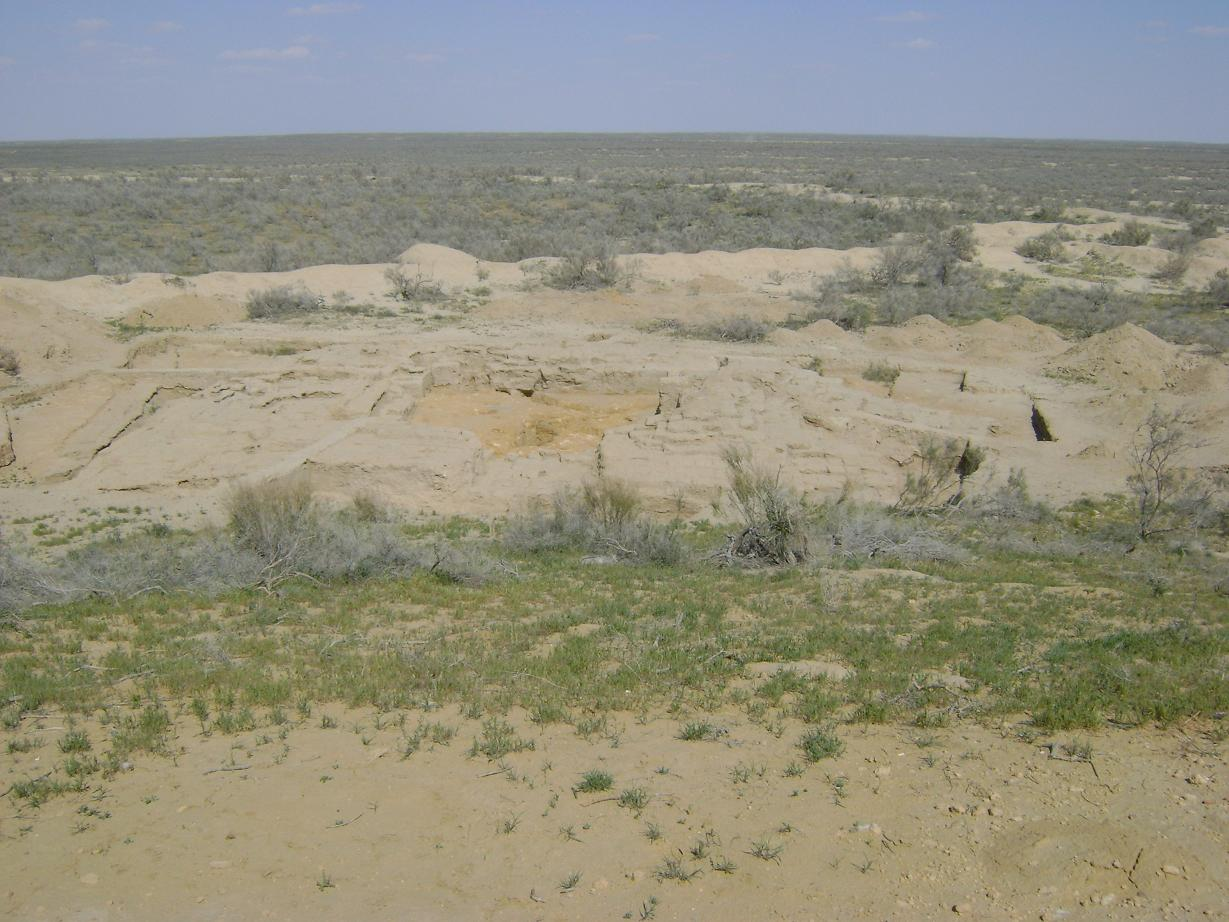
Чирик-Рабат. Место археологических раскопок. 2010.
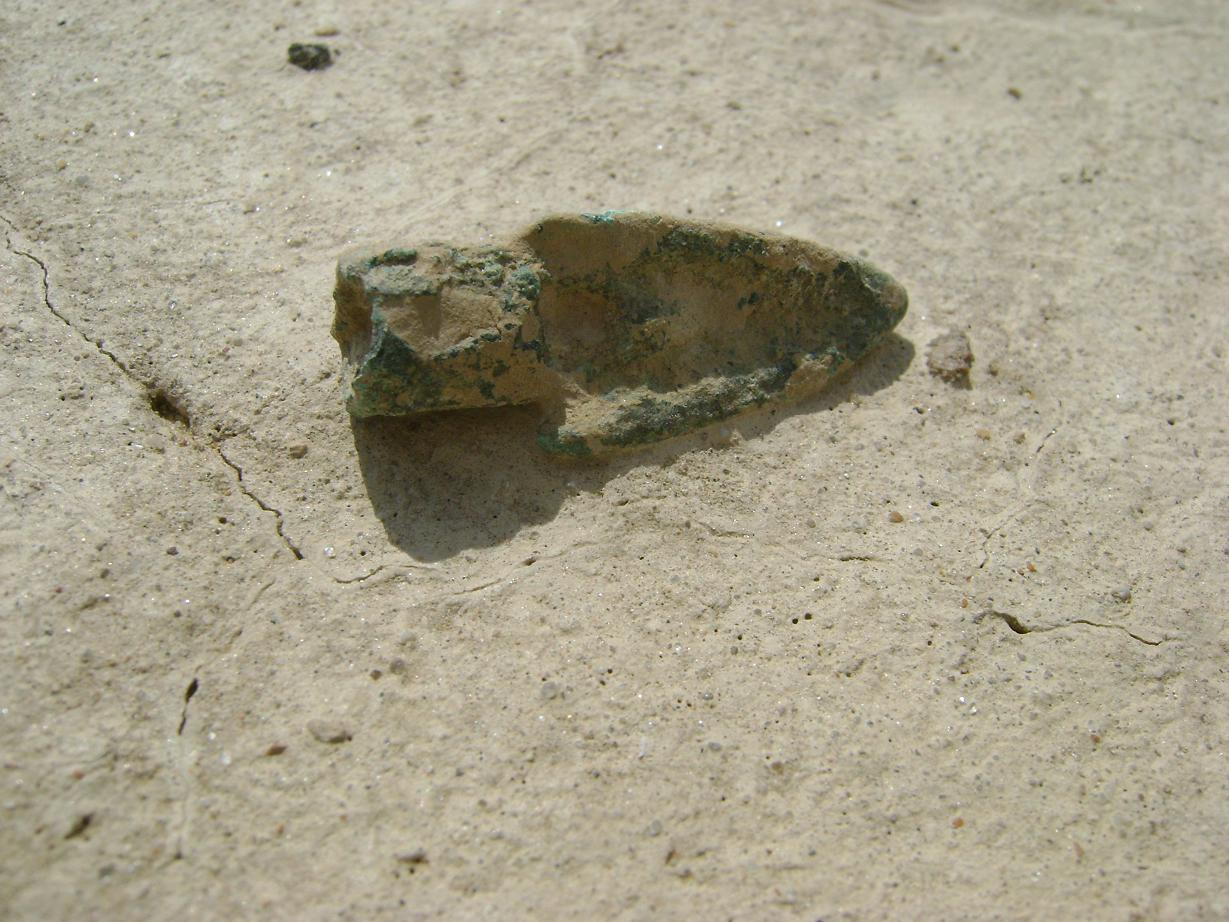
Древний наконечник стрелы. Чирик-Рабат. 2010.